# Drakensberg
Drakensberg (afrikaans nyelv: Drakensberge, jelentése: Sárkány-hegység) mintegy 1000–1100 km hosszan elnyúló hegység a Dél-afrikai Köztársaság és Lesotho területén át egészen Szváziföldig. Dél-Afrika összefüggő magasföldjei a tenger felé meredek, majdnem függőleges fallal szakadnak le. Ennek a leszakadásrendszernek a Nagy-lépcső (vagy másképp Rodgers-lépcső) a neve. A Drakensberg ennek a része és egyben a keletre néző fala a Nagy-lépcső legmonumentálisabb része. A hegységrendszer a Dél-Afrika délkeleti-keleti részén húzódik.
Nevét egy afrikai legenda nyomán kapta, amely a sárkányok lakhelyeként említi. Az afrikaiak guathlamba néven is ismerik, jelentése a lándzsák gátja.
A hegység területén található Ukhahlamba-Drakensberg Nemzeti Park a természeti és kulturális világörökség része, amely számos endemikus és veszélyeztetett növény- és állatfaj, továbbá a hely régészeti maradványait védi. A hegységben a szan (busman) nép ősi sziklarajzai, barlangrajzai fedezhetők fel.
A Royal Natal Nemzeti Parkban található Tugela-vízesés a világ 2. legmagasabb vízesése.

## Földrajzi adatok
- Legmagasabb pont: Thabana Ntlenyana, 3482 méter - Lesotho területén található
- További csúcsok:  Mafadi (3450 m), Makoaneng (3416 m),  Njesuthi (3408 m), Champagne Castle (3377 m), Giant's Castle (3315 m), Ben MacDhui (3001 m)
- Kőzete: bazalt, homokkő

## Fordítás
- Ez a szócikk részben vagy egészben  a   Drakensberg című angol Wikipédia-szócikk fordításán alapul.  Az eredeti cikk szerkesztőit annak laptörténete sorolja fel. Ez a jelzés csupán a megfogalmazás eredetét és a szerzői jogokat jelzi, nem szolgál a cikkben szereplő információk forrásmegjelöléseként.